# ぽっぷるメイル
『ぽっぷるメイル』は、1991年12月20日に日本ファルコムから発売されたPC-8801用アクションロールプレイングゲーム。
賞金稼ぎである主人公のメイルを操作し、超高額賞金者である魔導士マテリアル・ホルンを倒す事を目的としている。基本的なゲームシステムは同社の『ザナドゥ』（1985年）や『ロマンシア』（1986年）を踏襲しており、敵に体当たりする事で戦闘が行われるシステムとなっている。
1992年にPC-9801に移植された他、1994年にはメガCD、スーパーファミコン、PCエンジンSUPER CD-ROM2に移植された。2003年には携帯電話ゲームとしてiアプリにて配信された。その他、プロジェクトEGG対応ソフトとして2007年にPC-9801版、2011年にスーパーファミコン版、2015年にPC-8801版が配信された。

## 概要
賞金稼ぎの主人公メイルが、魔法使いのタットと怪獣のガウと一緒に繰り広げる、どたばた冒険アクションRPG。
国産PCの主流がビジネス面のみならず、ホビー・ゲーム用途もPC-88からPC-98へ完全に移行しつつあった1990年代初頭、「まだPC-88ユーザーを見捨てるつもりはない」と宣言したファルコムは、『ダイナソア』と共にPC-88向けオリジナルタイトルとして本作の開発を発表し、1991年の年末商戦向けタイトルとして発売した。オリジナルとなったPC-8801版は非力な機種でありながら背景の3重スクロールの実現、サウンドボードIIへの対応などの演出がされている。また、CD-ROMドライブに対応しており、CD-ROMを扱える環境ではCD音源でのBGM再生も可能となっていた。
後にパソコン以外にも家庭用ゲーム機にも移植された。特にファルコムが直接開発に携わったSFC版は実質的にほぼリメイクと言っても良い内容になっており、ストーリーやキャラクターの追加、設定やステージ構成の変更、新曲BGMの多数追加（その代わりに使用されなくなった曲も多い）など、手を加えられた箇所は多岐に及ぶ。その一方、MCD版やPCE版はライセンスとBGMの提供程度に留まっている。
PC-88版のキャラクターデザインを担当したのは当時ファルコム社員であった田中久仁彦であるが、開発途中で退社したためにスタッフロールにはクレジットされておらず、手掛けたイラストもゲーム中で使用されたごく一部を除いてほとんど公表されていない。また、パッケージイラストなどの一部版権画は、OVA『イース 天空の神殿』（1992年 - 1993年）でもファルコム作品に携わったアニメーターの西村博之が担当している。
家庭用ゲーム機版の発売当時、『英雄伝説 ガガーブトリロジー』とともに、ラジオドラマなどのメディアミックスも盛んに行なわれた。その一方、ファルコム作品の中では珍しく続編開発やWindowsでのリメイクが行われておらず、オンライン版が発売されていない作品でもある。

## ゲーム内容
基本的には同じファルコム製のアクションRPG『ザナドゥ』、『ロマンシア』などを踏襲したシステムになっており 、横スクロール画面上で、メイル自身は敵への体当たりによるバトルによって進められる（ただし、ダガーなど武器によっては遠隔攻撃が可能。また後述するようにメガCD版・スーパーファミコン版では、システムの大幅な変更がある。武器にのみ攻撃するときの当たり判定が設定され、剣を振って攻撃したり上突き攻撃ができるなど、攻撃パターンが増えており、アクション性が強化されている）。
ストーリーを進めることで魔導師のタット、怪獣のガウが仲間となり、プレイヤーキャラとして使用可能になる。タットは魔法を使う遠距離戦向け、ガウはジャンプの滞空時間が長く、炎を吐くことができ主に中距離戦向け、として位置づけられており、共に武器を変えることで攻撃パターンが変わる。近距離戦向けのメイルを含めて3つのキャラクターをうまく使い分けなければ、ダンジョンの攻略やボスキャラクターを倒すことができない。また、そのとき使用しているキャラクターによって、街の住民との会話が変わるよう仕組みがとられている。

## ストーリー
はるか古代、異界から襲撃してきた3人の魔王によって世界は暗黒に包まれていた。魔王はそれぞれ「獣の王」、「死霊の王」、「闇の王」と名乗り、彼等に率いられた魔物の軍勢は人間達を圧倒していた。智謀と勇気を併せ持ったエルフの魔法使いと人間の剣士、ドワーフの戦士が魔王に戦いを挑み、見事勝利を収める。戦いの後、彼等は名を残す事なくいずこに姿を消した。
それから、幾星霜の時が流れたある日、エルフのおてんば賞金稼ぎ・メイルは50万ゴールドの賞金首、マリオネット強盗団の首領、ナッツ・クラッカーを追い詰めるも逃げられてしまう。
自分の才能のなさに落ち込み、廃業を考えた矢先、200万ゴールドもの超高額賞金首、魔導士マテリアル・ホルンの名前を見つける。マテリアルの風貌から簡単に捕らえられると判断した彼女は「最後にこいつでひと花咲かせよう」と判断し、マテリアルの弟子・タットと、洞窟に住む怪獣ガウを巻き込み、マテリアルを追う。

## キャラクター
声の出演はメガCD／PCエンジンの順に紹介。
メイル
声：林原めぐみ／國府田マリ子
本作の主人公。明るくおてんばで勝気、わがままなところもありドジな、お金大好きなエルフの賞金稼ぎ。夢は「山ほどのお宝に囲まれて暮すこと」。スーパーファミコン版では主にソード類を使う剣士のため接近戦を得意とする。横からの攻撃だけではなく、様々な剣の使い方が可能。ジャンプ中にソードを下向きにして攻撃すると攻撃力は高くなる。
タット
声：石田彰／戸田恵子
マテリアルの弟子の若き見習い魔導師。見習いではあるが、実力才能ともに素晴しいものがある。至って温厚な少年だが、真面目で怒ると非常に怖く頑固になってしまう。師匠は悪い魔導士として賞金がかけられている。師匠が起こそうとしている企みを止めるために、師匠を追う旅に出るが、その途中でメイルと出会い、彼女に翻弄される。飛び道具となる魔法が使えるため遠距離戦を得意とする。
ガウ
声：千葉繁／山本圭子
洞窟に住む怪獣。会話の語尾に「ガウ」とつける。感情を抑えるのが苦手で、思ったことを包み隠さず話し、裏表がない。気に入らなければ噛み付くこともある。平凡な日常を送っていたが、メイル達と出会ったことで非凡な日々を送ることになり、苦労を背負い込むことになってしまった。
ブラッキー
声：飛田展男／神谷明
人から”歩く火薬庫”と呼ばれているエルフの村の問題児。根性や度胸、常識といったものをまったく持ち合わせておらず、さらにはかなりのトラブルメーカーで、何か困ったことがあったら何かと手製の爆弾を使って解決しようとし、これが元でさらにトラブルを増幅させてしまう。
ヤコブ
声：三浦雅子／塩屋浩三
ブラッキーの親友で、自慢のひげをそり落とした、自称「最先端を行くドワーフ」。開放的でお人よしな性格だが、細工師としてはかなりの腕前を持つ。
ナッツ・クラッカー
声：千葉繁／八奈見乗児
マリオネット強盗団首領。身軽で逃げ足が早く、巧妙な作戦と手口を持つ。実はマテリアルが作ったからくり人形である事実が判明。
マテリアル・ホルン
声：石森達幸／宮内幸平
タットの師匠で、かつては偉大な魔導師としてその名を轟かせていた。しかしいつのまにか高額賞金首に成り下がり、そのためメイルに追い回されるはめになる。
マリル
マテリアルの孫娘。タットの許婚を自称し、旅に出たタットを追いかける。このキャラクターのみスーパーファミコン版およびドラマCDに登場。

## 移植版
オリジナルであるパソコン版以外にも、家庭用ゲーム機にも移植されており、それぞれにアレンジが加えられている。なお、PC-8801版、PC-9801版、スーパーファミコン版は現在プロジェクトEGGでプレイ可能となっている。
| No. | タイトル                                   | 発売日                      | 対応機種                        | 開発元           | 発売元               | メディア                         | 型式                          | 備考                                                  |
| --- | ------------------------------------------ | --------------------------- | ------------------------------- | ---------------- | -------------------- | -------------------------------- | ----------------------------- | ----------------------------------------------------- |
| 1   | ぽっぷるメイル                             | 1992年5月22日               | PC-9801 （VM/UV以降対応）       | 日本ファルコム   | 日本ファルコム       | 3.5インチFD3枚組 5インチFD3枚組  | 3.5":NW10061030 5":NW10061020 | PC-9801-73/86対応 HDDインストール可                   |
| 2   | ぽっぷるメイル                             | 1994年4月1日 1994年12月15日 | メガCD                          | セガ・ファルコム | セガ Working Designs | CD-ROM                           | G-6029 T-127035               | バックアップRAMカートリッジ対応                       |
| 3   | ぽっぷるメイル                             | 1994年6月10日               | スーパーファミコン              | 日本ファルコム   | 日本ファルコム       | 8メガビットロムカセット          | SHVC-IW                       |                                                       |
| 4   | ぽっぷるメイル                             | 1994年8月12日               | PCエンジン SUPER CD-ROM2        | ヒューネックス   | NEC-HE               | CD-ROM                           | HECD4011                      | アーケードカード、メモリーベース128対応               |
| 5   | ぽっぷるメイル ステージ1                   | 2003年9月9日                | mova504i・504iS専用 （iアプリ） | ボーステック     | ボーステック         | ダウンロード （iゲーム大好き！） | -                             | 11月20日にステージ2を配信                             |
| 6   | ぽっぷるメイル                             | 2007年6月26日               | Windows                         | 日本ファルコム   | D4エンタープライズ   | ダウンロード （プロジェクトEGG） | -                             | PC-9801版の移植 Windows 10対応版は2017年6月27日に配信 |
| 7   | ぽっぷるメイル                             | 2011年11月8日               | Windows                         | 日本ファルコム   | D4エンタープライズ   | ダウンロード （プロジェクトEGG） | -                             | スーパーファミコン版の移植                            |
| 8   | ぽっぷるメイル                             | 2015年3月17日               | Windows                         | 日本ファルコム   | D4エンタープライズ   | ダウンロード （プロジェクトEGG） | -                             | PC-8801版の移植                                       |
| 9   | ぽっぷるメイル                             | 2022年10月27日              | メガドライブ ミニ2              | エムツー         | セガ                 | プリインストール                 | HAA-2524                      | メガCD版の移植                                        |
| 10  | EGGコンソール ぽっぷるメイル PC-8801mkIISR | 2024年7月11日               | Nintendo Switch                 | 日本ファルコム   | D4エンタープタイズ   | ダウンロード                     | -                             | PC-8801mkIISR版の移植                                 |

PC-9801版
基本はPC-8801版と同じだが、グラフィックスの解像度が640×200から640×400となり、色数も8色から16色に書き直されるなど、ハードウェアに合わせた演出がされている。サウンド面ではファルコム初のPC-9801-73/86音源対応となりそれ以前の同社ソフトウェアよりも強化されている。また、HDDへのインストールにも対応している。
メガCD版
ストーリーはパソコン版と同一だが、キャラクター表示を大きめに描き、会話の内容で吹き出しの表情も変化する。後述のスーパーファミコン版と同様にメイルの攻撃が体当たり攻撃から剣を振ったり盾で防御するなどのアクション性の強化がなされている。またCD-ROMメディアの利点である、CD音源によるBGMや声優を起用したキャラクターのセリフ音声の追加がなされている。そのため、キャラゲーとしての色を帯びているというゲームライターの指摘もある。CD-ROMの大容量を活かしたアニメ処理をビジュアルシーンの各所に使用し、ゲームを盛り上げている。使用されているグラフィックは、全てMEGA-CD用に描かれたものとなる。
本作でメイル役を担当した林原めぐみは、ドラマCD・ラジオドラマにおいてもメイル役を担当している。
開発時のコードネームは「シスターソニック」。『ソニックシリーズ』のキャラクターを使用したゲームになる予定だったが、ファンからの反対意見を受けて変更となった 。また、初期に発表されたキャラクター画も似ていないという意見を受けて描き直されている。北米ではこのメガドライブ・メガCD版のみ発売された。
パソコン版とは異なる内容のオープニングアニメーションが製作されたが、本編との関係が希薄であったため収録されなかった。
スーパーファミコン
ファルコム自身が開発を手がけた、ファルコムのスーパーファミコン参入第1作。ストーリーのベースはパソコン版と同一だが、シナリオの細かい点の修正やゲームシステム（特に移動マップ画面の廃止や、メイルの攻撃が体当たり攻撃から剣を振ったり盾で防御するなどのアクション性の強化）の大幅変更がなされている。また一連のドラマCD・ラジオドラマは本作を基本にして作られている。
PCエンジンSUPER CD-ROM2版
基本はパソコン版と同一だが、ビジュアルシーンが改訂され、新たにマップ・シナリオが2つ追加されている。アーケードカードおよびメモリーベース128にも対応しており、特にアーケードカードを使用することでビジュアルシーンの読み込みを高速化することができる。メガCD版同様CD-ROMメディアでの発売という強みを活かし、CD音源によるBGMや声優を起用したキャラクターのセリフ音声の追加がなされている。
なお、本作でメイル役を担当した國府田マリ子は、ドラマCD・ラジオドラマにおいてカチューシャ役を担当している。
携帯電話ゲーム版
98版をベースに携帯電話向けに移植。iアプリ版は容量の関係上、1ステージごとの配信となっている。S!アプリ版は256Kアプリとして全編を配信しており、メモリカードへのダウンロードにも対応している。

## 音楽

### 主題歌
PCエンジンSUPER CD-ROM2版主題歌
- 「誰かがあなたを愛してる」
  - 作詞：長織有加
  - 作曲：Falcom Sound Team J.D.K.
  - 編曲：樫原伸彦
  - 唄：長織有加

### サウンドトラック
CDはすべてキングレコード・ファルコムレーベルから発売。
ミュージック・フロム・ぽっぷるメイル（KICA-9012-5、1992年12月24日発売）
「FALCOM SPECIAL BOX '93」に収録されたCD、パソコン版のサウンドトラック。
ぽっぷるメイルサウンドボックス'94（KICA-1148-9、1994年8月24日発売）
家庭用機3機種のBGMを収録したサウンドトラック。メガCD版・PCエンジン版のBGMは一部が未収録。
誰かがあなたを愛してる/南翔子（KIDS-102、1992年8月21日発売）
エンディング曲のボーカルアレンジバージョン。

## 制作スタッフ

### PC-8801版
- プログラム：永嶋純
- アート&グラフィック：今井浩之、塩田雄一、田中久仁彦
- アシスト：草野孝之
- 音楽：Falcom Sound Team J.D.K.（石川三恵子、白川篤史）
- マニュアル：中原嘉伸
- スペシャルサンクス：西藤晋市、千頭元、鈴木繭子
- ディレクト：木屋善夫
- プロデュース：加藤正幸

### PC-9801版
- プログラム：永嶋純
- アート&グラフィック：今井浩之、塩田雄一、鈴木繭子
- 音楽：Falcom Sound Team J.D.K.（石川三恵子、白川篤史）
- マニュアル：中原嘉伸
- スペシャルサンクス：秋葉紀好、高橋幸生、草野孝之、松前俊邦、早川正
- ディレクト：木屋善夫
- プロデュース：加藤正幸

### スーパーファミコン版
- プログラム：永嶋純
- シナリオ：塩田英幸、永嶋純、鈴木繭子
- アート&グラフィック：塩田雄一、鈴木繭子、沢田憲宏、中村和郎、高下雄一
- 音楽：Falcom Sound Team J.D.K.（石川三恵子、白川篤史、松岡博文、網島貴博、中島勝、金田直樹）
- マニュアル：中原嘉伸
- スペシャルサンクス：秋葉紀好、松前俊邦、早川正
- ディレクト：木屋善夫、山崎伸治
- プロデュース：加藤正幸

### PCエンジンSUPER CD-ROM2版
- 原作：日本ファルコム
- 開発：NECホームエレクトロニクス・ヒューネックス
- 企画：佐藤義治
- 監督：佐藤義治
- ゲーム・キャラクター：吉田もりき、小野田雄一、高野淳、井手詩織
- ゲーム・マップ：高野淳、倉科健夫、川口雅幸、小野田雄一、吉田もりき
- ビジュアル・コンテ：四毛ただお、永翁真紀、山田真悟、牧野行洋
- ビジュアル・キャラクター：小野田雄一、四毛ただお、山田真悟、永翁真紀、清水亜紀、高野淳、倉科健夫、吉田もりき、井手詩織、吉川忠男
- ビジュアル背景：山田真悟、倉科健夫
- アニメーション・プロデューサー：牧野行洋
- ビジュアル・キャラクター・デザイン：内田順久
- 作画監督：内田順久
- 原画：杉山嘉苗、吉田詔治、柳沢哲也、南黒沢由美、鈴木伸一
- 動画：上野世津子、岡崎直子、野口陽子、秋山英一、菅井嘉浩
- 協力：スタジオMAX
- ゲーム・プログラム：菅野茂樹
- モンスター・プログラム黒川昌昭
- ビジュアル・プログラム：小山健一、山口和宣、穐山友義
- イベント作成：佐藤義治、小澤武彦
- 台本：庭山博也、佐藤義治
- 作曲：Falcom Sound Team J.D.K.
- 新規面作曲：新倉浩二、那珂裕之、菅原枝江、前田英人、米澤正弘
- 編曲：伊藤このみ、奥村弥生、志倉千代丸、新倉浩二、菅原枝江、前田英人、米澤正弘
- エレクトリックギター：志倉千代丸
- エレクトリックベース：米澤正弘
- エンジニア：萩尾雅彦、伊藤このみ、梶川貴光、前田英人、米澤正弘、庭山博也
- サウンド・ディレクター：米澤正弘
- PCM-SE：萩尾雅彦
- SSE BGM-SE：新倉浩二
- プロモーション：近藤信之、桑原秀夫
- ディレクター：高垣信宏
- スーパーバイザー：山崎伸治 (Falcom)、竹内政夫
- プロデューサー：庭山博也
- エグゼクティブ・プロデューサー：加藤正幸 (Falcom)、安田清明

## 評価
メガCD版
日本のゲーム誌『ファミコン通信』の「クロスレビュー」では、6・6・5・5の合計22点（満40点）と標準的な評価となったが、『メガドライブFAN』の読者投票による「ゲーム通信簿」での評価は以下の通りとなっており、25.1点（満30点）と高評価となった。
| 項目 | キャラクタ | 音楽 | お買得度 | 操作性 | 熱中度 | オリジナリティ | 総合 |
| 得点 | 4.8        | 4.3  | 4.2      | 4.1    | 4.1    | 3.7            | 25.1 |
アメリカ合衆国のゲーム誌『エレクトロニック・ゲーミング・マンスリー』では31/40点（1人10点満点中平均7.75点）を獲得した。レビューではゲーム中のシネマシーケンスを賞賛した。『GamePro』も同様に「よくあるRPGヒーローと悪役ではなく風変わりなキャラクターを設定、ゲームに素晴らしい色を加えた」と述べてシネマティックなシーンや豊富な声の演技に最大の賞賛を与えた。また、ゲームの長く無制限のゲームプレイに積極的にコメントした。『Retro Gamer』はメガCDゲームトップ10に本作を選んだ。
『Next Generation』は3/5点の星を与え「あなたのユーモア感覚を十分に狂わせあなたが何歳だろうと問題ではない」と述べた。
スーパーファミコン版
日本のゲーム誌『ファミコン通信』の「クロスレビュー」では、6・7・6・5の合計24点（満40点）と標準的な評価となったが、『ファミリーコンピュータMagazine』の読者投票による「ゲーム通信簿」での評価は以下の通りとなっており、23.0点（満30点）と高評価となった。
| 項目 | キャラクタ | 音楽 | お買得度 | 操作性 | 熱中度 | オリジナリティ | 総合 |
| 得点 | 4.2        | 3.7  | 3.7      | 3.8    | 3.9    | 3.7            | 23.0 |
『電撃スーパーファミコン』の「新作チェッカー'94」では7、8、6、7の28点。レビュアーは経験値を稼いでレベルアップする要素がないのが良い、バランスがよく力押しで勝てるわけではなく村と村の距離が長く回復アイテムを多く持っていないといけない難易度で緊張感がある、敵の動きが練られている、操作性がよくスクロールもカクカクしない、イベントに入るタイミングが絶妙でコミカルなイースIIIのようでこれといった目立つ点もないがその手のゲームが好きだったりメイルファン向けな良質なゲームだとした他「久しぶりにいいアクションゲームをプレイさせてもらった気分になった」とする者や「この手のコミカルな横スクロールRPGってやりつくされてる気がするんですけど…どうでしょう?」とする者がいた。
PCエンジンSUPER CD-ROM2版
日本のゲーム誌『ファミコン通信』の「クロスレビュー」では、5・6・6・6の合計23点（満40点）と標準的な評価となったが、『PC Engine FAN』の読者投票による「ゲーム通信簿」での評価は以下の通りとなっており、22.7点（満30点）と高評価となった。
| 項目 | キャラクタ | 音楽 | お買得度 | 操作性 | 熱中度 | オリジナリティ | 総合 |
| 得点 | 4.2        | 3.8  | 3.7      | 3.7    | 3.8    | 3.5            | 22.7 |

## 関連商品
家庭用ゲーム機版が出て以降、メディアミックス展開を行っている。なおCDはすべてキングレコード・ファルコムレーベルから発売。

### ドラマCD/ラジオドラマ
本編の後日談として展開した作品で、「ぽっぷるメイルパラダイス」全5作、「ぽっぷるメイル THE NEXT GENERATION」（以下NGと表記）全2作の計全7作が発売されている。キャラクターが追加されており、全編を通して登場するキャラクターとして、ブラッキーの妹で双子の姉妹、賞金稼ぎでメイルをライバル視するがガウにベタ惚れの「コーム」、魔導師でタットに一目ぼれした「カチューシャ」の2人がいるほか、「パラダイス」の3 - 5ではTBSラジオとKBS京都で放送されていた「TARAKO・ファルコムぴーヒャララ」で放送されたラジオドラマを収録、特に4と5ではパーソナリティのTARAKOがメイルの偽者「ナイル」役で出演、またアシスタントの川菜翠がパラダイス5とNG1で「ライム」役で出演している。またCDにはゲームのBGMのアレンジ版や声優による歌も収録されている。

#### ドラマCD一覧
- ぽっぷるメイルパラダイス（KICA-1150、1994年9月21日発売）
- ぽっぷるメイルパラダイス2（KICA-1156、1995年2月22日発売）
- ぽっぷるメイルパラダイス3（KICA-1161、1995年6月21日発売）
- ぽっぷるメイルパラダイス4（KICA-1164、1995年8月23日発売）
- ぽっぷるメイルパラダイス5（KICA-1169、1995年10月25日発売）
- ぽっぷるメイル THE NEXT GENERATION（KICA-1184、1996年7月24日発売）
- ぽっぷるメイル THE NEXT GENERATION2（KICA-1195、1997年3月5日発売）

#### 声の出演
- メイル：林原めぐみ
- タット：結城比呂
- ガウ：冬馬由美
- ブラッキー：置鮎龍太郎
- コーム：椎名へきる
- カチューシャ：國府田マリ子
- マリル（パラダイス2）：横山智佐
- マテリアル（パラダイス2）：沢木郁也
- ショーマ（パラダイス3）：緒方恵美
- ナイル（パラダイス4、5）：TARAKO
- トット（パラダイス4、5）：岩永哲哉
- ダウ（パラダイス4、5）：矢島晶子
- ヤマト（パラダイス5）：折笠愛
- ライム（パラダイス5、NG1）：川菜翠
- レム (NG1)：氷上恭子
- バッドドリーム (NG1)：井上喜久子
- チェリータイフーン (NG2)：松井菜桜子
- 魔王グレートエンマ (NG2)：安達忍
- レッドオーニー (NG2)：飛田展男
- ブルーオーニー (NG2)：中村大樹

### 書籍類
ぽっぷるメイル Dengeki comics EX（ISBN 4-07-302965-7、1996年7月発行）
藍崎ゆうによる漫画版。メディアワークス『電撃コミックガオ!』で連載された作品をまとめた物。全1巻。
ぽっぷるメイル ハンドブック 著：やまざき拓 BNN（ISBN 978-4-89369-194-1、1992年7月発行）
PC-98版の攻略本。文章による解説が主体となっており、攻略本としては珍しい構成となっている。
SFCぽっぷるメイル公式ガイドブック 勁文社（1994年7月発行）
SFC版の攻略本。